# 黃牛山

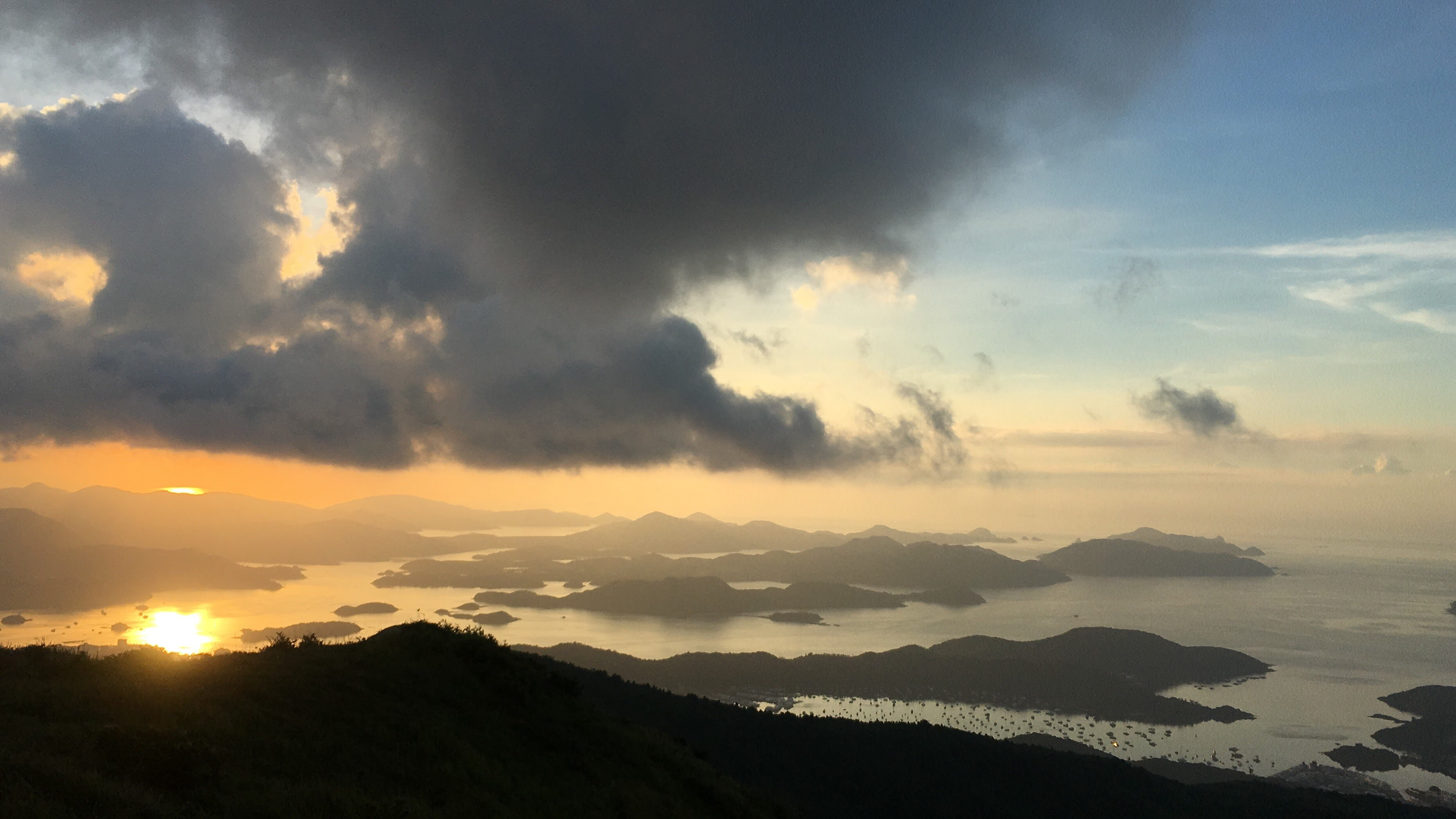
黃牛山山頂往西貢海方向的景觀，時為夏季日出時份。

黃牛山（英語：West Buffalo Hill，又稱西水牛山）是香港一座海拔604米的山峰，位於新界沙田區東部，小瀝源以東，以及西貢區的西部，東面為水牛山。黃牛山在馬鞍山郊野公園範圍之內，麥理浩徑第四段途經其南面山腰。

## 甯國良失蹤失救事件
2023年8月9月